# Dorcus parallelipipedus
Dorcus parallelipipedus (Linnaeus, 1758) è un  coleottero della famiglia dei Lucanidi.

## Descrizione

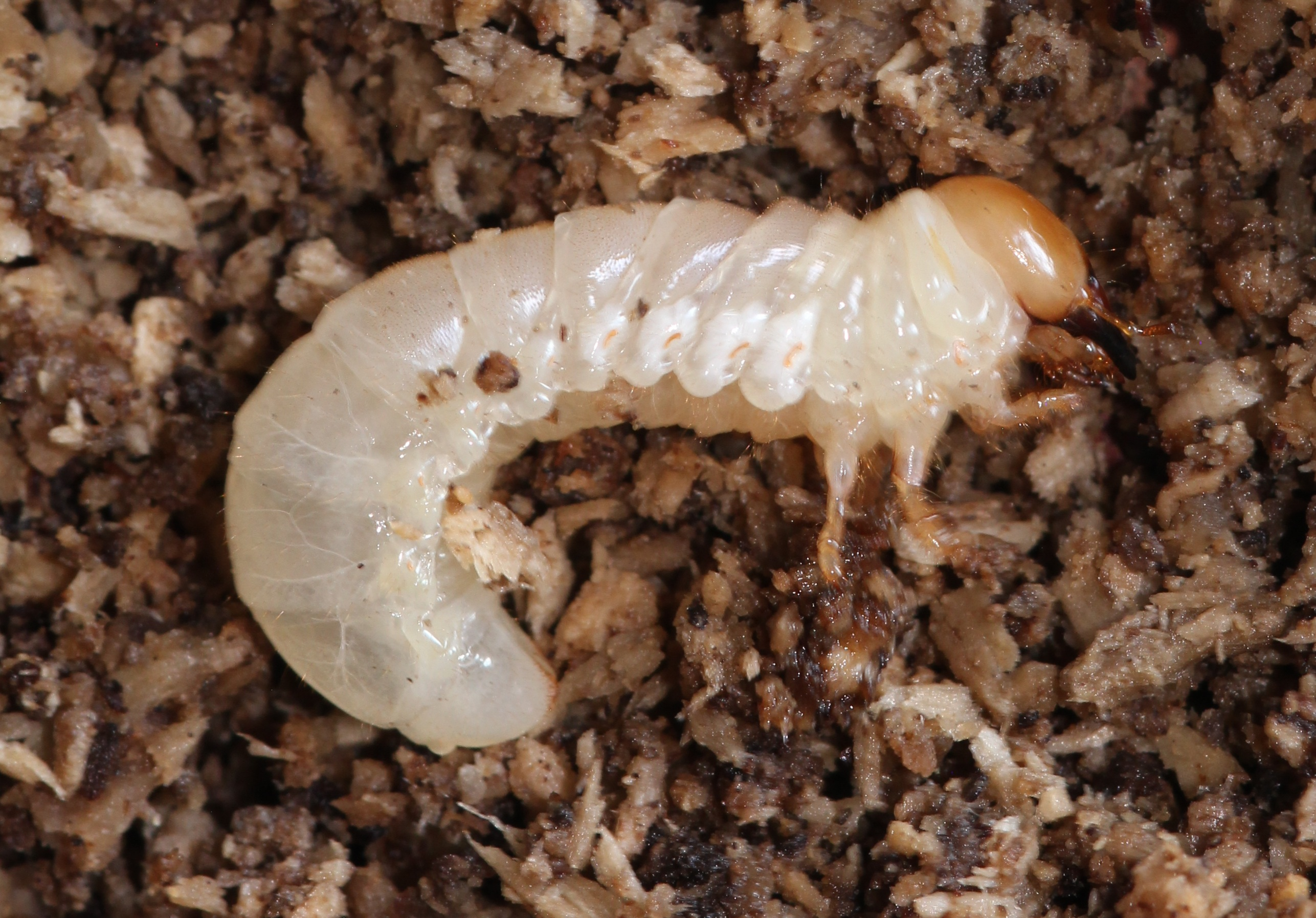
Larva

Si tratta di un coleottero di colore nero, piuttosto opaco, lungo dai 15 ai 35 mm. Lo scutello, le elitre e il torace sono punteggiati; sulle elitre la punteggiatura è disposta a strie parallele, mentre sul torace è sparsa. Presenta un leggero dimorfismo sessuale: nel maschio, la testa è piuttosto grossa e presenta mandibole grandi e ben distanziate; nella femmina, la testa è un po' più stretta, e le mandibole molto più piccole.

## Biologia
Depone le uova preferibilmente nel legno di faggio marcescente (ad esempio in rami o tronchi caduti al suolo). L'adulto appare da fine aprile a inizio luglio, generalmente nelle ore notturne o al crepuscolo.

## Distribuzione e habitat
Predilige i boschi di latifoglie umidi, come quelli di golena; è presente in quasi tutta Europa (con l'eccezione della Sardegna), nel Vicino Oriente, in Algeria, Tunisia e Marocco nordoccidentale, ed è stato introdotto anche in Messico.

## Conservazione
D. parallelepipedus è classificato dalla IUCN come specie a rischio minimo.